# IC 1652
IC 1652 је лентикуларна галаксија у сазвјежђу Рибе која се налази на листи објеката дубоког неба у Индекс каталогу.
Деклинација објекта је + 31° 56' 52" а ректасцензија 1h 14m 56,5s. Привидна величина (магнитуда) објекта IC 1652 износи 13,6 а фотографска магнитуда 14,5. IC 1652 је још познат и под ознакама UGC 792, MCG 5-4-3, CGCG 502-9, PGC 4498.